# عمر سونمي
عمر سونمي (بالإنجليزية: Omar Sowunmi)‏ (7 نوفمبر 1995 بكولشيستر في المملكة المتحدة - ) هو لاعب كرة قدم بريطاني في مركز الدفاع. لعب مع إيبسويتش تاون ويوفل تاون وبرينتري تاون ولوستوفت تاون ‏.

## وصلات خارجية
- عمر سونمي على موقع قاعدة بيانات كرة القدم.إي يو (الإنجليزية)
- عمر سونمي على موقع Soccerbase.com (لاعب) (الإنجليزية)
- عمر سونمي على موقع Soccerway.com (الإنجليزية)